# Vic Verdier
 (octobre 2020).
Vic Verdier est le pseudonyme de Simon-Pierre Pouliot, un romancier québécois né à Québec en 1976. Il habite Lorraine, au nord de Montréal.
Depuis 2010, il publie des romans québécois aux Éditions XYZ, puis chez Joey Cornu (2014), aux Éditions Corbeau, groupe ADA (2020) et chez ALIRE (2023).

## Biographie
Vic Verdier détient un baccalauréat en histoire de l'Université Laval, où il s'intéresse au mouvement étudiant. Il possède une maîtrise en communications de l'Université McGill. Il travaille en communication, planification et gouvernance dans le domaine privé (Cirque du Soleil) aussi bien que dans le domaine public (Commission de la construction du Québec et l'Institut national de la recherche scientifique).
En 2010, il commence à publier des romans et à tenir un blog littéraire. Il écrit dans plusieurs genres, passant du roman à saveur autobiographique, au thriller historique, à la science-fiction steampunk, au polar, voire, à l'horreur.

## Romans
- Vic Verdier, L'appartement du clown, Éditions XYZ, 2010, 330 p. (ISBN 978-2-89261-574-6)[7]
- Vic Verdier, Le moderne cabaret : roman, Éditions XYZ, 2012, 290 p. (ISBN 978-2-89261-689-7)[8]
- Vic Verdier, L'imprimeur doit mourir, Éditions XYZ, 2014, 340 p. (ISBN 2-89261-817-7)[9]
- Vic Verdier, L'empire bleu sang : roman, Joey Cornu Éditeur, 2014, 299 p. (ISBN 978-2-922976-41-0)[10]  réédité chez ALIRE en 2021  (ISBN 978-2-89615-230-8)
- Vic Verdier, Cochons rôtis, Éditions XYZ, 2015, 296 p. (ISBN 978-2-89261-912-6)[11]/ réédité chez ALIRE en 2024
- Vic Verdier, Émeutes, Joey Cornu Éditeur, 2017, 173 p. (ISBN 978-2-922976-52-6)[12]
- Vic Verdier, Un roman dont vous êtes la victime : le visage sous le masque, Groupe ADA, Éditions Corbeau, 2020, 330 p. (ISBN 978-2-89819-015-5)[13]

- Vic Verdier, Conte interdit: Jack et le haricot magique, Groupe ADA, Éditions Corbeau, 2021, 175 p. (ISBN 978-2-89808-577-2)
- Vic Verdier, Un roman dont vous êtes la victime : Mercurochrome, Groupe ADA, Éditions Corbeau, 2021, 361 p. (ISBN 978-2-89819-087-2)
- Vic Verdier, Univers des Contes interdits: Verdier. le géant, Groupe ADA, Éditions Corbeau, 2022, 226 p. (ISBN 978-2-89819-096-4)
- Vic Verdier, Série Le Corrupteur: Larmes de crocodile, Groupe ADA, Éditions Corbeau, 2024, 238 p.  (ISBN 978-2-89819-202-9)
- Vic Verdier, Faces de bœufs, ALIRE, 2024, 348 p.  (ISBN 978-2-89835-057-3)
- Vic Verdier, Série Légendes terrifiante d'ici: La danse du diable, Groupe ADA, Éditions Scarab, 2024, 112 p.  (ISBN 978-2-89862-025-6)

## Novella
« Lac au Sable », dans Horrificorama, Éditions Les Six Brumes, 2018, 452 p.

## Distinctions et prix
En 2015, il remporte le prix Jacques-Brossard de la science-fiction et du fantastique pour son roman L'Empire bleu sang.
« Lac au Sable », la novella publiée dans le recueil Horrificorama, a été finaliste du Prix Aurora Boréal en 2018.